# شعري الإهاب الأرجواني
شعري الإهاب الأرجواني (الاسم العلمي: Crinipellis purpurea) هو نوع من الفطريات يتبع جنس شعري الإهاب من الفصيلة المراسمية.